# Severi (stam)
De Severi (Grieks: Σέβερεις, Sebereis, Bulgaars: Севери, Latijn Severoi) waren een stam die in de vroege middeleeuwen in het huidige noorden van Bulgarije, in de Dobroedzja en Loedogorië, bij de rivieren Kamtsjija, Provadija  en de Tsjorni- en Roesenski Lom woonde.
De meeste berichten over de Severi zijn afkomstig van de kroniekschrijvers Theophanes en Nicephorus, welke de Severi slechts terloops vermelden bij de geschiedenis van het Eerste Bulgaarse Rijk. Toen dit gesticht werd, werden de Severi en de Slavische stammen van het gebied (de 'zeven stammen'), onderdeel van het Bulgaarse Rijk.

## Geschiedenis
De Severi vestigden zich tijdens de invasie van de Avaren van 558 in het huidige noordoosten van Bulgarije. Ze kregen hiervoor toestemming van het Byzantijnse Rijk in ruil voor de verdediging van de passen in het oostelijke Balkan-gebergte. 
In 679-680 werden ze bondgenoten van de Bulgaren van Asparoech, en hielpen hen in de oorlog tegen de Byzantijnse keizer Constantijn IV. Hun aanwezigheid en numerieke sterkte leidde Asparoech ertoe om in 681 de provincie Tsjika (het zuidelijke deel van de oblasten Sjoemen en Targovisjte) als het centrum van zijn staat te kiezen. Een groot deel van de Severi werden verder naar het oosten in het kustgebied hergevestigd.
In het jaar 767 worden de Severi voor het laatst vermeld. In dat jaar begon khan Pagan onderhandelingen met het Byzantijnse Rijk, waarbij hij een ontmoeting had met keizer Constantijn V Kopronymos. Formeel werd de vrede hersteld. Onmiddellijk daarna stuurde de keizer echter een geheime missie naar Thracië, die als doel had Slavoen, de leider van de Severi, gevangen te nemen. Slavoen werd gevangen en in het openbaar geëxecuteerd. De Byzantijnen staken vervolgens met succes de bergen over en kwamen in het noordoosten van Bulgarije. Ze verbrandden meerdere militaire kampen van de Bulgaren en bereikten de rivier Titsja (tegenwoordig Kamtsija). Later ondervonden ze echter sterke tegenstand en trokken zich terug.
Omstreeks de 9e eeuw waren de Severi en de andere Slavische stammen met de Bulgaren geassimileerd.

## Etnogenese
Hoewel de taal van de Severi niet overgeleverd is, gaat men er wegens de naam van hun leider Slavoen meestal van uit dat de Severi een Slavisch volk waren. Mogelijk waren ze dan een tak van de Severjanen, die aan de bovenloop van de Dnjepr woonden.
Sommigen identificeren hen echter met de stam der Sabiren, die in de 6e eeuw in de Kaukasus woonden en daar door de Avaren verslagen werden. De Sabiren waren bondgenoten van Byzantium, maar hun mogelijke migratie naar de Donau wordt nergens gedocumenteerd. 
Een andere theorie gaat uit van een gemengde oorsprong. Een deel van de door de Avaren verslagen Sabiri trok naar het noorden (het gebied van de huidige stad Tsjernihiv) en mengde zich daar met de lokale Slaven waardoor de stam der Severjanen ontstond. Later zouden dan sommige van deze in 603-620 deelgenomen hebben aan de grote Slavische trek naar de Balkan, waar ze zich vestigden onder de naam Severi.